# Bangsia arcaei
La tangara de Arcé (Bangsia arcaei), también denominada tangara azulidorada (en Panamá), tangara de costillas negras (en Costa Rica), tangara azul-y-oro (en Colombia) o cachaquito azul y dorado, es una especie de ave paseriforme de la familia Thraupidae, perteneciente al  género Bangsia. Es nativa del este de América Central y del extremo noroeste de América del Sur.

## Distribución y hábitat
Se distribuye en tres áreas disjuntas: en la pendiente caribeña de Costa Rica desde el extremo sureste de Guanacaste hasta Cartago; en el centro de Bocas del Toro, centro de Chiriquí, Veraguas, y Coclé, en Panamá; y en la región de Cerro Jefe/Cerro Brewster del este de la provincia de Panamá y extremo oeste de San Blas, en Panamá. También ha sido registrado en la Serranía del Darién en Colombia.
Esta especie habita en selvas húmedas montanas y de tierras bajas, bordes de bosque y clareras adyacentes, entre 300 y 1500 m de altitud, pero mayormente entre 700 y 1050 m.

## Estado de conservación
La tangara de Arcé ha sido calificada como casi amenazada por la Unión Internacional para la Conservación de la Naturaleza (IUCN) debido a que su pequeña zona de distribución y su baja población, se presumen estar en decadencia como resultado de la pérdida de hábitat y su degradación. La población total, estimada ente 2500 y 10 000 individuos maduros, está compuesta de subpoblaciones que posiblemente no pasen de 1000 individuos cada una.

## Sistemática

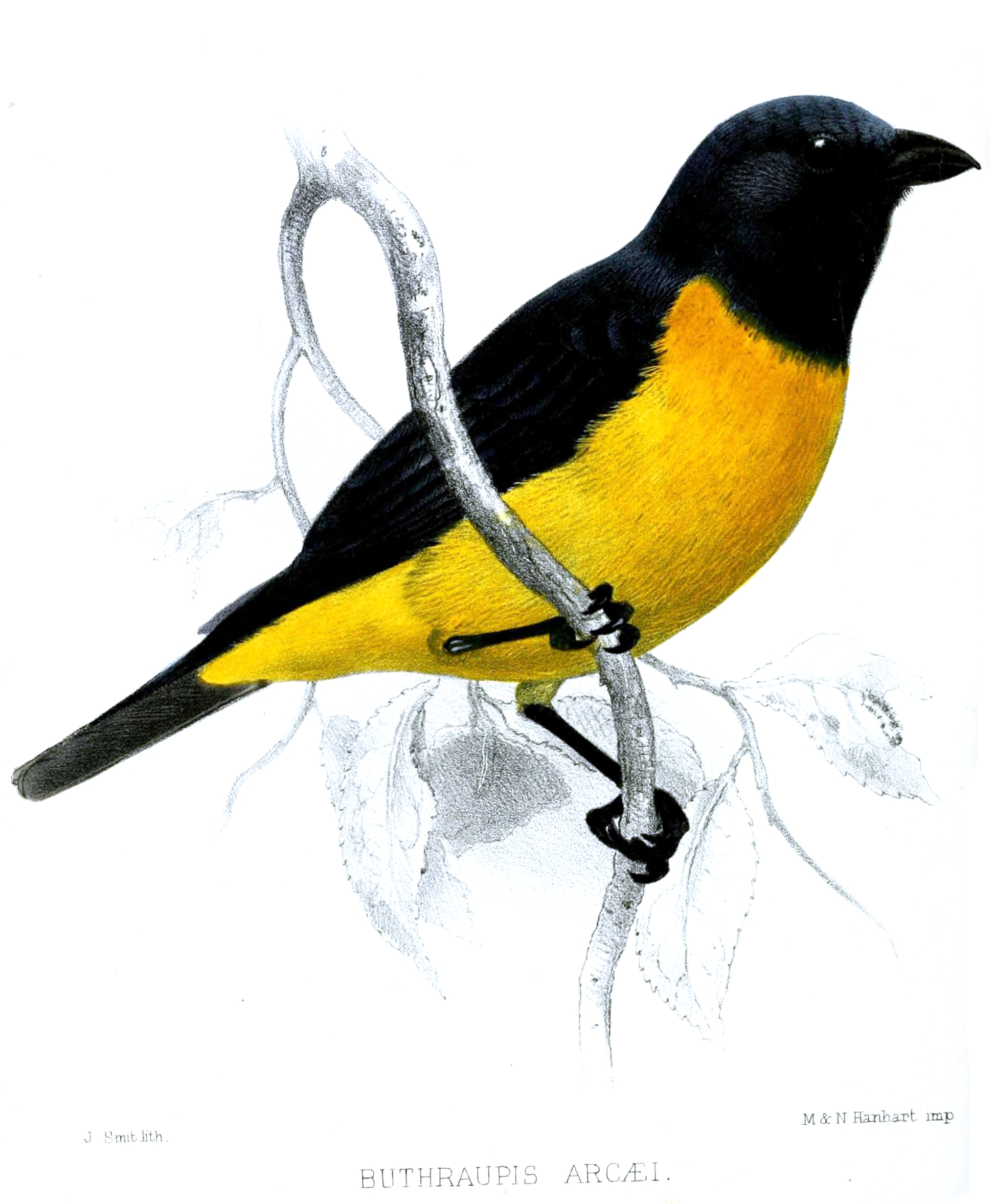
Buthraupis arcaei, ilustración de Joseph Smit para Proceedings of the Zoological Society of London, 1869.

### Descripción original
La especie B. arcaei fue descrita por primera vez por los zoólogos británicos Philip Lutley Sclater y Osbert Salvin en 1869 bajo el nombre científico Buthraupis arcaei; su localidad tipo es: «Cordillera del Chucú, Veraguas, Panamá».

### Etimología
El nombre genérico femenino «Bangsia» conmemora al zoólogo estadounidense Outram Bangs (1863–1932); y el nombre de la especie «arcaei», conmemora al colector guatemalteco Enrique Arcé (fl. 1895).

### Taxonomía
Los amplios estudios filogenéticos recientes de Burns et al. (2014) demuestran que la presente especie está hermanada a un clado formado por todas las otras especies de su género.

### Subespecies
Según las clasificaciones del Congreso Ornitológico Internacional (IOC) y Clements Checklist/eBird v.2019 se reconocen dos subespecies, con su correspondiente distribución geográfica:
- Bangsia arcaei caeruleigularis (Ridgway), 1893 – pendiente caribeña de Costa Rica.
- Bangsia arcaei arcaei (P.L. Sclater & Salvin), 1869 – tierras bajas húmedas del oeste de Panamá.